# 가와니시이케다역
가와니시이케다역(일본어: 川西池田駅, かわにしいけだえき 가와니시이케다에키[*])은 일본 효고현 가와니시시에 위치한 서일본 여객철도의 역이다. 가와니시시의 중심역으로 한큐 전철 다카라즈카 본선·노세 철도 묘켄 선 가와니시노세구치 역과 인접해 있다.

## 역 구조
섬식 승강장으로 2면 4선의 지상역이며 역사는 고가 형태로 되어 있다. 대부분의 시간대에 쾌속 열차와 보통 열차의 완급 접속이 이루어진다. 2번선이 하행선, 3번선이 상행선이며 1번선과 4번선은 각 방향 대피선이다. 대피를 행하는 보통 열차 (1·4번 승강장에 정차) 중에는 쾌속 열차와의 2편 연속 접속이 이루어져 7분 이상 대기하는 경우가 있기 때문에 여름철과 겨울철에는 차내 온도 유지를 위해 문을 반자동 개폐 (자동으로 열리지만 승객이 단추를 조작해 개폐할 수 있도록 하는 형태)로 전환한다.
탁아소가 있으며, 이코카 및 제휴 교통카드의 사용이 가능하다.

### 승강장
| 1 | ■ JR 다카라즈카 선 (하행) | 다카라즈카・산다 방면 (대피)             |
| 2 | ■ JR 다카라즈카 선 (하행) | 다카라즈카・산다 방면                    |
| 3 | ■ JR 다카라즈카 선 (상행) | 아마가사키・오사카・기타신치 방면        |
| 4 | ■ JR 다카라즈카 선 (상행) | 아마가사키・오사카・기타신치 방면 (대피) |

## 역사
셋쓰 철도의 종점으로서 개업하였다. 당초에는 현재의 부지가 아닌 이나가와 강 건너편에 위치해 있었기 때문에 이나가와 강 건너편 언덕에 번성했던 이케다라는 동네의 이름을 따 이케다 역으로 명명하였다. 그 후 한카쿠 철도 시대에 다카라즈카 방면으로 연장하게 되면서 이전되었다. 이전에 의해 이케다 시내에서 멀어지게 되었기 때문에 제2차 세계 대전 이후 '가와니시이케다'로 역명을 변경하게 되었다. 다만 개명 당초 '가와니시'는 '이케다'에 비해 작은 글씨로 표기하도록 하였다.
비전철화 시대 당시의 구내에는 역의 북동부에 화물 취급 시설과 기관지구가 존재했었기 때문에 넓은 부지를 가지고 있었다. 또 인접한 노세 전철의 가와니시코쿠테쓰마에 역이 있어 노세 전철 묘켄 선과 연락되었다. 가와니시코쿠테쓰마에 ~ 가와니시노세구치 간은 노세 전철 고쿠테쓰마에 선으로 불리는 노선으로 연결되었었기 때문에 노세 전철 묘켄 선에서 연결되는 화물이 집약되기도 하였다. 그 후 화물 운송이 폐지되어 1980년대에는 여객 운송만 행하게 되었지만, 이듬해 결국 고쿠테쓰마에 선은 폐지되었다. 현재는 묘켄 선의 기종점인 가와니시노세구치 역과는 연결 통로로 이어져 있다.
후쿠치야마 선의 전철화와 복선화에 의해 가와니시이케다 역을 대피가능 역으로 증축하였기 때문에 현재의 위치로 재이전하였다. 이전 후의 구 역은 유산으로서 구 역전 광장이 90년대 초기까지 남아있었지만 이후 사라졌다.

### 연표
- 1893년 12월 12일: 셋쓰 철도 종착역으로서 이케다 역이라는 이름으로 개업.
- 1897년: 한카쿠 철도가 셋쓰 철도를 합병하였으며, 다카라즈카 역까지 연장되어 도중역으로 격하되었다.
- 1907년 8월 1일: 국유화에 따라 일본국유철도 소속이 되었다.
- 1909년 10월 12일: 노선 명칭 제정에 따라 한카쿠 선의 일부가 되었다.
- 1912년 3월 1일: 노선 명칭 개정에 따라 한카쿠 선의 후쿠치야마 선 이남이 후쿠치야마 선으로 개칭되어 그 일부가 되었다.
- 1951년 8월 1일: 가와니시이케다역으로 개칭.
- 1979년 7월 1일: 화물 취급 폐지.
- 1980년 9월 3일: 기타이타미 방면으로 200m 이전.
- 1985년 3월 14일: 하역물 취급 폐지.
- 1987년 4월 1일: 민영화에 의해 서일본 여객철도의 소속이 되었다.
- 1989년 3월 11일: 쾌속 열차 정차 개시.
- 2003년 11월 1일: 이코카의 사용이 개시되었다.
- 2005년 4월 25일 ~ 6월 19일: 후쿠치야마 선 탈선 사고로 인하여 영업 중지.

## 인접정차역
| 서일본 여객철도 후쿠치야마 선 | 서일본 여객철도 후쿠치야마 선       | 서일본 여객철도 후쿠치야마 선  |
| ----------------------------- | ----------------------------------- | ------------------------------ |
| 이타미 아마가사키 방면        | ■ JR 다카라즈카 선 쾌속·단바지 쾌속 | 나카야마데라 사사야마구치 방면 |
| 기타이타미 아마가사키 방면    | ■ JR 다카라즈카 선 보통             | 나카야마데라 후쿠치야마 방면   |